# Приміська сільська рада (Нікопольський район)
Приміська сільська рада — колишній орган місцевого самоврядування у Нікопольському районі Дніпропетровської області. Адміністративний центр — село Приміське

## Географічне розташування
Приміська сільська рада розташована на півдні Дніпропетровської області за 100 кілометрів від міста Дніпра, на березі затоки Каховського водосховища.
На сході межує з містом Нікополь, на північ від села розпочинається промислова зона Нікопольського заводу феросплавів. На території сільської ради протікає річка Сухий Чортомлик.
Через сільську раду проходить автомобільна дорога національного призначення Н23.

## Населені пункти
Сільській раді підпорядковані населені пункти:
- с. Приміське
- с. Олексіївка
- с. Старозаводське

### Колишні населені пункти
- Ізобільне

## Історична довідка
У 1958 році на підставі Указу Президії Верховної Ради УРСР, за клопотанням районної ради була утворена Менжинська сільська рада (з 2016 року — Приміська сільська рада)
В цьому ж році до неї була приєднана Катеринівська сільська рада, а у лютому 1959 році — Кам'янська сільська рада.
В 1960 році до Менжинської сільської ради були приєднані ще дві сільські ради — Олексіївська і Чкалівська. На цей період до Менжинської сільської ради входило 9 населених пунктів: Ізобільне, Менжинське, Кисличувате, Олексіївка, Південне, Піонерське, Старозаводське, Червоноармієць і Чкалове.
В них налічувалось понад 3,5 тис. господарських дворів і мешкало 8576 осіб.
Поступово чисельність населення зростала і на початку 80-х років вона складала майже 12 тисяч осіб. Усі ці верстви населення представляли 120 депутатів сільської ради.
На території сільської ради були розташовані — колгосп ім. К.Маркса, відділення відкормрадгоспу, відділення Куйбишевської птахофабрики, дві середні школи, чотири початкових школи, два сільських споживчих товариства, дві дільничі лікарні, три бібліотеки, три сільських клуби, підприємства побутового обслуговування і інші установи.
У 1960-х роках і на початку 1970-х років перестали існувати невеликі, так звані неперспективні села: Ізобільне, Кисличувате, Піонерське, Червоноармієць.
Наприкінці 80-х років почалося розукрупнення Менжинської сільської ради і на сьогодні сільській раді підпорядковані населені пункти Приміське (до 2016 р. — Менжинське), Олексіївка, Старозаводське.
Згідно архівних даних с. Приміське, де сьогодні розташоване приміщення Приміської сільської ради, було засноване в 1953 році.
Село Старозаводське було перейменоване в 1948 році, а до цього воно називалось с. Червона Балка.
Історія виникнення с. Олексіївка сягає на декілька століть тому. В 1778 році на цьому місці було засноване с. Чортомлик. А в 1906 році на честь народження сина царя Миколи II — Олексія, село Чортомлик було перейменоване в с. Олексіївка.
Основним заняттям мешканців усіх трьох населених пунктів було сільське господарство.
У 1924 році на території с. Олексіївка була заснована перша артіль, яка називалась «Дніпрові лимани», а в 1926 році утворилось 6 подібних артілей.
В 1930 році під час масового проведення колективізації на селі, в с Олексіївка було організовано колгосп «Дніпрельстан», на території с. Старозаводське утворено колгосп ім. Калініна.
01.01.1950 року після об'єднання п'яти колгоспів на території Менжинської сільської ради було утворено колгосп імені К. Маркса.
04.05.2000 року в зв'язку з реорганізацією колгоспу імені К. Маркса було утворено ПП «Пектораль», яке існувало до 2012 року.
Знаменними подіями в житті територіальної громади було будівництво двох середніх шкіл в селах Менжинське і Олексіївка, які були введені в експлуатацію відповідно в 1976, 1984 роках, дитячих садків в селах Менжинське і Олексіївка, торговельних комплексів, доріг з твердим покриттям.
До знаменних подій сільської громади можна віднести газифікацію всіх трьох населених пунктів сільської ради.
У 2016 році Менжинська сільська рада Нікопольського району Дніпропетровської області внесла зміни у назву сільської ради найменувавши її — Приміська сільська рада.

## Територія та населення
Населення, станом на 01.01.2018 року, складає 5536 осіб, з них 2592 — чоловіки, 2944 — жінки.
Населення села Олексіївка — 3525 осіб, у селі Приміське мешкає 1804 особи, у селі Старозаводське — 207 осіб.
Територія сільської ради в межах населених пунктів складає 498,55 га, а всього по сільській раді площа складає 12054,42 га.

## Структура економіки
Загальне направлення економіки — сільськогосподарське.
На території Приміської сільської ради розташоване та працює агроформування — Фермерське господарство «Скорук М.А».

## Освіта
Сферу освіти сільради представляють п'ять закладів:
- Олексіївська загальноосвітня школа I—III ступенів [Архівовано 12 липня 2018 у Wayback Machine.]
- Приміська загальноосвітня школа I—III ступенів [Архівовано 12 липня 2018 у Wayback Machine.]
- Дошкільний навчальний заклад «Чайка» у с. Олексіївка
- Дошкільний навчальний заклад  «Сонечко» у с. Олексіївка
- Дошкільний навчальний заклад  «Ромашка» у с. Приміське

## Культура
Мережа закладів культури міста представлена будинками культури у селах Приміське та Олексіївка, при будинках культури працюють сільські бібліотеки.
Працює пришкільний Музей історії с. Олексіївка, рік заснування — 1979. Площа — 36 кв. м. Зберігається 250 експонатів.

## Видатні люди
Сучасним здобутком і виглядом сіл сільської ради слід завдячувати працьовитості колишніх сільських голів: Івана Ісайовича Білого, Солянка Володимира Матвійовича, Олександра Федоровича Фоменка, Веніаміна Андрійовича Панфілова, Олександри Максимівної Тимошенко, Людмили Петрівни Срібної. Не менша заслуга в цьому і колишніх керівників господарств: Олійника Петра Федоровича, Галайди Миколи Терентійовича, Марущака Анатолія Максимовича, Мордачова Олександра Миколайовича.
Особливо відзначився в вирішенні соціальних питань Марущак Анатолій Максимович, який, що не був педагогом був нагороджений знаком «Відмінник народної освіти» за будівництво шкіл і дитячих садків. Очолюючи правління колгоспу імені К. Маркса, Анатолій Максимович за тих скрутних умов вишукував кошти на будівництво тротуарів, доріг з твердим покриттям, газифікації населених пунктів, будівництва об'єктів соціального призначення. Як результат, у 1983 році село Менжинське першим в районі було нагороджено Почесною грамотою Президії Верховної ради УРСР за зразковий благоустрій.
Видатною особистістю і гордістю сільської громади є Іван Ілліч Бабак — Герой Радянського Союзу, льотчик винищувач, який за період війни знищив 37 фашистських літаків.

## Склад ради
Рада складається з 30 депутатів та голови.

## Керівний склад сільської ради
| ПІБ                       | Основні відомості                                                         | Дата обрання | Дата звільнення |
| ------------------------- | ------------------------------------------------------------------------- | ------------ | --------------- |
| Гаркавенко Раїса Петрівна | Сільський голова, 1959 року народження, освіта, позапартійна              | 26.03.2006   | 31.10.2010      |
| Гаркавенко Раїса Петрівна | Сільський голова, 1959 року народження, освіта вища, член Партії регіонів | 31.10.2010   |                 |

Примітка: таблиця складена за даними джерела